# Боск, Лор
Лор Боск (фр. Laure Bosc; родилась 25 февраля 1988 года в Каркасоне, Франция) — французская биатлонистка. Трёхкратная чемпионка мира среди юниоров.

## Общая информация
Сильной стороной Боск как биатлонистки является стрельба.

## Спортивная карьера
Лор весьма неплохо выступала на юниорских соревнованиях. В 2007 году на чемпионате мира среди 19-летних в итальянском Валь-Мартелло она выиграла три золотые и одну бронзовую медаль в четырёх индивидуальных гонках, а также помогла национальной команде победить в эстафете. Позже Боск дважды приезжала на аналогичные чемпионаты мира среди 21-летних, но в пяти гонках ей удалось добыть лишь одно индивидуальное пятое место, а также единожды финишировать на четвёртом месте в эстафетной гонке.
Переход во взрослые соревнования проходил постепенно: в сезоне-2009/10 француженка неплохо провела сезон в Континентальном кубке (9-е место по итогам соревновательного года), получив шанс проявить себя и в Кубке мира. Первый опыт оказался неудачным и Лор была отправлена обратно на континентальные соревнования.
Летом 2011 года, неплохо вступив на летнем первенстве Франции, Боск получила второй шанс. Новую возможность использовать не удалось — лишь один финиш в шести гонках в Top30 стал поводом для тренерского штаба в выведению француженки из состава сборной.
В 2013 году завершила карьеру.

## Сводная статистика

### Сезоны кубка мира
| Сезон   | ОЗ   | ИГЗ  | СЗ   |
| ------- | ---- | ---- | ---- |
| 2011/12 | 75-я | 51-я | 72-я |

### Лучшие гонки в кубке мира
| Дисциплина           | Место проведения | Сезон   | Результат |
| -------------------- | ---------------- | ------- | --------- |
| Индивидуальная гонка | Эстерсунд        | 2011/12 | 28-я      |
| Спринт               | Хохфильцен       | 2011/12 | 34-я      |
| Гонка преследования  | Эстерсунд        | 2011/12 | 41-я      |

### Эстафетные гонки за сборную
| Сезон   | Соревнование | Дисциплина | Место проведения | Этап | Стрельба | Результат |
| ------- | ------------ | ---------- | ---------------- | ---- | -------- | --------- |
| 2009/10 | Кубок мира   | Эстафета   | Рупольдинг       | 3-й  | 4+1      | 8-й       |